# Museu de Arte do Parlamento de Itapevi
O Museu de Arte do Parlamento de Itapevi "Emanuel von Lauenstein Massarani" é um museu de arte contemporânea em Itapevi. Leva o nome de Emanuel von Lauenstein Massarani. Localiza-se na sede da Câmara Municipal de Itapevi.  

## História
Criado em agosto de 2019 no ambito da Câmara Municipal de Itapevi para a divulgação do patrimônio cultural do Município de Itapevi , gerido pela Escola do Parlamento de Itapevi "Doutor Osmar de Souza",, o museu leva o nome de Emanuel von Lauenstein Massarani, jornalista, crítico de arte, diplomático, escritor, historiador, museólogo brasileiro. 

## Organização
Criado, no âmbito da Câmara Municipal de Itapevi, o "Museu de Arte do Parlamento de Itapevi, Emanuel von Lauensten Massarani", é formado pelo Acervo Artístico e Esculturas ao Ar Livre da Câmara Municipal de Itapevi. A coleção do Museu è composta de pinturas, esculturas, gravuras, cerâmicas e fotografias. As exposições son realizadas nas dependências da Câmara Municipal de Itapevi. O museu conserva, entre as outras, obras de Iwao Nakajima, Giuseppe Ranzini, Joseph Pace. 